# Grenlandsbroen
Grenlandsbroen er Norges højeste skråstagsbro med en tårnhøjde på 166 meter. Broen, som blev åbnet i 1996 af Kong Harald 5., er en del af E18. Den krydser Frierfjorden mellem kommunerne Porsgrunn og Bamble i Telemarken fylke.
Broen er bygget med en overbygning, der består af sektioner af stål, med dække af beton, støbt på stedet.
Broen har kun et tårn og et hovedspænd på 305 meter. Broens totallængde er 608 meter, og gennemsejlingshøjden er 50 meter. Skråstagene er opdelt i 21 kabelpar, med længde fra 84 til 287 meter. Totalt har broen 7 spænd.
I 1996 blev broen tildelt årets betontavle.
Sammen med Breviksbroen blev Grenlandsbroen i 2002 foreslået fredet i Nasjonal verneplan for veger, bruer og vegrelaterte kulturminner. Den norske rigsantikvar fredede de to broer 17. april 2008.